# リタ・マーリー
リタ・マーリー（Rita Marley、1946年7月25日 - ）、出生名アルファリタ・コンスタンティア・アンダーソン（Alpharita Constantia Anderson）は、ジャマイカのレゲエミュージシャン。レゲエユニット「アイ・スリーズ」のメンバーで、ボブ・マーリーの妻。また、ボブ・マーリーのバックコーラスも務めていた。

## 経歴
1946年7月25日、キューバのサンティアーゴ・デ・クーバ州に生まれる。彼女はジャマイカの首都キングストンにある、ビーチウッド・アベニューという比較的富裕な人が住むところで叔母に育てられる。
1962年、リタは初めてボブ・マーリーに会う。ボブは彼女の才能を見出し、「Souletts」という、のちに「アイ・スリーズ」となるグループのリード・ボーカルに採用される。ボブはこのグループのマネージャーとしてリタと仕事をしていくうち、恋に落ちる。1966年2月10日に二人は結婚する。しかし、ボブは数多くの不倫をし(より正確には正式な家族と共に不倫相手と公然と同居し、ボブの私生活は事実上の一夫多妻の様相を呈していた)、結果多くの婚外子をもつこととなった。
ボブの死後、彼女はイギリスでいくつかのアルバムを発表する。